# ساتیاجیت مایور
ساتیاجیت مایور (انگلیسی: Satyajit Mayor؛ زادهٔ ۲۶ ژانویهٔ ۱۹۶۳) دانشمند در زمینه زیست‌شناسی، زیست‌شناسی سلولی، Membrane Biology، و پیام‌رسانی سلولی اهل India است.